# Christopher Lenz
Christopher Lenz (sinh ngày 22 tháng 9 năm 1994) là một cầu thủ bóng đá chuyên nghiệp người Đức thi đấu ở vị trí hậu vệ cho câu lạc bộ Eintracht Frankfurt tại Bundesliga.